# Pierre Favre (politologue)
Pour les articles homonymes, voir Pierre Favre et Favre.
 (août 2021).
Si vous disposez d'ouvrages ou d'articles de référence ou si vous connaissez des sites web de qualité traitant du thème abordé ici, merci de compléter l'article en donnant les références utiles à sa vérifiabilité et en les liant à la section « Notes et références ».
Pierre Favre, né le 6 novembre 1941, est un politiste français, professeur agrégé de science politique et professeur émérite des universités. 

## Biographie

### Jeunesse et études
Il est titulaire d'une licence de droit de l'université de Paris. Il est titulaire, en 1965 et en 1966, d'un DES de science politique à l'université de Paris et d'un DES de droit public à l'université de Lyon. Il est titulaire d'un doctorat en science politique obtenu à l'université de Lyon en 1973. Il est reçu à l'agrégation de science politique en 1976.

### Parcours professoral
Pierre Favre a d'abord enseigné la science politique à l’université de Clermont-Ferrand. Il a ensuite enseigné aux Instituts d'études politiques de Paris (à partir de 1992) et de Grenoble. 

### Autres fonctions
Il a été président de l’Association des enseignants et chercheurs de science politique et vice-président de l’Association française de Science politique. Il a été président du jury de l'agrégation de science politique. 

## Apports

### Histoire de la science politique
Pierre Favre a apporté des contributions devenues classiques à la science politique française. Il est le premier à avoir étudié les origines de la science politique comme discipline académique, qu’il situe dans les années 1870-1914 (Naissances de la science politique en France, 1870-1914). Ce livre est toujours de référence et n’a été ni réellement contesté ni remplacé. 

### Épistémologie de la science politique
Il est également un des rares auteurs français à avoir abordé l’épistémologie de la discipline, auquel il avait consacré un premier article, toujours cité, en 1985 (« La question de l’objet de la science politique a-t-elle un sens ? », réédité en 2007) et dont il donne une synthèse en 2005 (Comprendre le monde pour le changer : Épistémologie du politique). 

### Travaux sur les mouvements sociaux
Il dirige en 1990 un ouvrage pionnier consacré à La Manifestation, objet presque ignoré jusqu’alors par la science politique française. Il y consacre ensuite une suite de recherches. il contribue largement par ses travaux à l’émergence en France de l’étude des mouvements sociaux, l’un des secteurs les plus productifs de la science politique actuelle. On lui doit également des recherches novatrices en iconographie politique, et des travaux inventifs sur divers aspects de la sociologie politique et de l’action publique.

## Œuvres
Il a notamment publié :
- Comprendre le monde pour le changer : épistémologie du politique, Presses de Sciences Po., 2005
- Être gouverné : études en l’honneur de Jean Leca (avec Jack Hayward et Yves Schemeil dir.), Presses de Sciences Po., 2003
- Enseigner la science politique (avec Jean-Baptiste Legavre dir.), l’Harmattan, 1998
- Sida et politique : les premiers affrontements (1981-1987), dir., L'Harmattan, 1992
- La manifestation, dir., Presses de la Fondation nationale des sciences politiques, 1990
- Naissances de la science politique en France, 1870-1914, Fayard, 1989
- Générations et politique (avec Jean Crête dir.), Economica / Presses de l'Université Laval, 1989

Sa bibliographie complète figure dans P. Favre, O. Fillieule, F. Jobard (dir.), L’Atelier du politiste, La Découverte/PACTE, 2007.
Pierre Favre a depuis publié : 
« Ce que les sciences studies font à la science politique : réponse à Bruno Latour », in Revue française de science politique, vol. 58 no 5, octobre 2008, p. 817-829.
«  Quand la police fabrique l’ordre social. Un en deçà des politiques publiques de la police ? » Revue française de science politique, vol. 59 no 6, décembre 2009, p. 1231-1248.
« Vers un nouveau basculement des paradigmes dans la science politique française ? À propos du Choix rationnel en science politique, débats critiques », in Revue française de science politique, vol. 60 no 5, octobre 2010, p. 997-1021.
« Politix, 1988-2012 : changement de génération, basculement de paradigmes », Politix, vol. 25 no 100, 2012, p. 41-62. "On les voyait sans les voir, Sur La Guerre et La Paix d'Arcabas", in L'Institut, nouvelles, Presses universitaires de Grenoble, 2018, p. 89-101. "La Marseillaise sans ses paroles : la mélodie de l'hymne français comme facteur de sa diffusion universelle", Mots, Les langages du politique, n° 124, novembre 2020, p. 89-106.